# Бориси (Яворівський район)
Бориси́ —  село в Україні, у Яворівському районі Львівської області. Населення становить 39 осіб. Орган місцевого самоврядування - Яворівська міська рада.